# Franziska Brauße
Franziska Brauße (født 20. november 1998) er en tysk cykelrytter, som i øjeblikket kører for Ceratizit Pro Cycling Team.
Hun repræsenterede Tyskland ved sommer-OL 2020 i Tokyo, hvor hun tog guld i holdforfølgelsen.